# Paracantha dentata
Paracantha dentata är en tvåvingeart som beskrevs av Aczel 1952. Paracantha dentata ingår i släktet Paracantha och familjen borrflugor.
Artens utbredningsområde är Peru. Inga underarter finns listade i Catalogue of Life.